# Sul tetto del mondo
Sul tetto del mondo è il dodicesimo album dei Modena City Ramblers, pubblicato nell'anno in cui decorre il ventesimo anniversario di formazione della band. Sono tredici le canzoni contenute nell'album: scritte, arrangiate e prodotte dai Modena City Ramblers.
Oltre all'ormai tradizionale formazione con Sul tetto del mondo debutta Luca Serio Bertolini, dopo un anno di concerti dal vivo, e fa il suo ritorno, al banjo e al bouzouki, il membro fondatore Luciano Gaetani.

## Tracce
1. AltrItalia
2. I giorni della crisi
3. Interessi zero
4. Seduto sul tetto del mondo
5. Dieci volte
6. S'ciop e picòun
7. Povero diavolo
8. Tra nuvole e terra
9. Que viva Tortuga!
10. La mosca nel bicchiere
11. Camminare
12. Il posto dell'airone
13. Specchio dei miei sogni

## Formazione
- Davide "Dudu" Morandi
- Massimo "Ice" Ghiacci
- Francesco "Fry" Moneti
- Leonardo "Leo" Sgavetti
- Roberto "Robby" Zeno
- Franco D'Aniello
- Luca Serio Bertolini
- Luciano Gaetani

## Collaborazioni
- Tony Esposito, percussionista napoletano

## Classifiche
| Paese  | Posizione raggiunta |
| ------ | ------------------- |
| Italia | 26                  |